# Celij
Celij (lat. Collis Caelius) jedan je od sedam rimskih brežuljaka, na kojima je izgrađen Rim. Tijekom vladavine Tula Hostilija cjelokupno stanovništvo Alba Longe je nasilno premješteno na Celij. Prema rimskom povjesničaru Liviju brežuljak je dobio naziv prema Caeliusu Vibenni, ili zato što je osnovao naselje na brežuljku ili što ga je njegov prijatelj Servije Tulije postumno na taj način nagradio.
U doba Rimske Republike Celij je bio moderna stambena četvrt i mjesto stanovanja bogatih. Arheološka iskopavanja ispod Karakalinih termi, otkrili su ostatke ekstravagantnih vila s freskama i mozaicima. Na Celiju je smještena bazilika Svetog Ivana i Pavla, kao i drevna Bazilika sv. Stefana, poznata po svom centraliziranom, kružnom planu. 
Značajnu površinu brežuljka zauzima vila Celimontana sa svojim vrtovima.

## Vanjske poveznice
- Samuel Ball Platner, A Topographical Dictionary of Ancient Rome: Celij